# Bamazomus vespertinus
Espèce
Bamazomus hunti est une espèce de schizomides de la famille des Hubbardiidae.

## Distribution
Cette espèce est endémique du Gascoyne en Australie-Occidentale,. Elle se rencontre dans une grotte de la chaîne du Cap.

## Description
Le mâle holotype mesure 3,50 mm et la femelle paratype 3,10 mm.

## Publication originale
- Harvey, 2001 : New cave-dwelling schizomids (Schizomida: Hubbardiidae) from Australia. Records of the Western Australian Museum Supplement, vol. 64, p. 171-185.